# 何定
何定（？—272年），汝南郡（今河南省平舆北）人，三国时孙吴政治人物。
何定本是孙权给使，后来出任补吏。孙皓即位，自称先帝旧人，孙皓任命他为楼下都尉，掌管酤籴，骄横作威福。建衡元年（269年）左丞相陆凯认为他佞邪，不可重用，劝谏孙皓，孙皓不听。建衡二年（270年）转任殿中列将。他为儿子向少府李勗的女儿求婚被拒，于是诬告少府李勗枉杀冯斐，孙皓杀李勗和他家属。孙皓又以打猎为名，派他率五千人至夏口。何定被赐爵列侯。建衡三年（271年）何定建议凿圣峪以通江淮。凤皇元年（272年）何定罪行败露，伏诛。孙皓以为他的罪恶似张布，追改何定名为何布。